# Michelbach-le-Haut
Michelbach-le-Haut (en allemand et dialecte alsacien Obermichelbach) est une commune française située dans la circonscription administrative du Haut-Rhin et, depuis le 1er janvier 2021, dans le territoire de la Collectivité européenne d'Alsace, en région Grand Est.
Cette commune se trouve dans le Sundgau, dans la région historique et culturelle d'Alsace.

## Géographie
| Ranspach-le-haut | Ranspach-le-Bas    |                |
| Knœringue        | Michelbach-le-Haut | Attenschwiller |
| Muespach-le-Haut | Folgensbourg       | Wentzwiller    |

### Hydrographie

#### Réseau hydrographique
La commune est dans le bassin versant du Rhin au sein du bassin Rhin-Meuse. Elle est drainée par le ruisseau Alte-Bach, le Thalbach et le Liesbach,,.
Le Alte Bach, d'une longueur de 13 km, prend sa source dans la commune  et se jette  dans 0 à Bartenheim, après avoir traversé six communes. 
Le Thalbach, d'une longueur de 21 km, prend sa source dans la commune de Folgensbourg et se jette  dans l'Ill à Walheim, après avoir traversé 15 communes. 

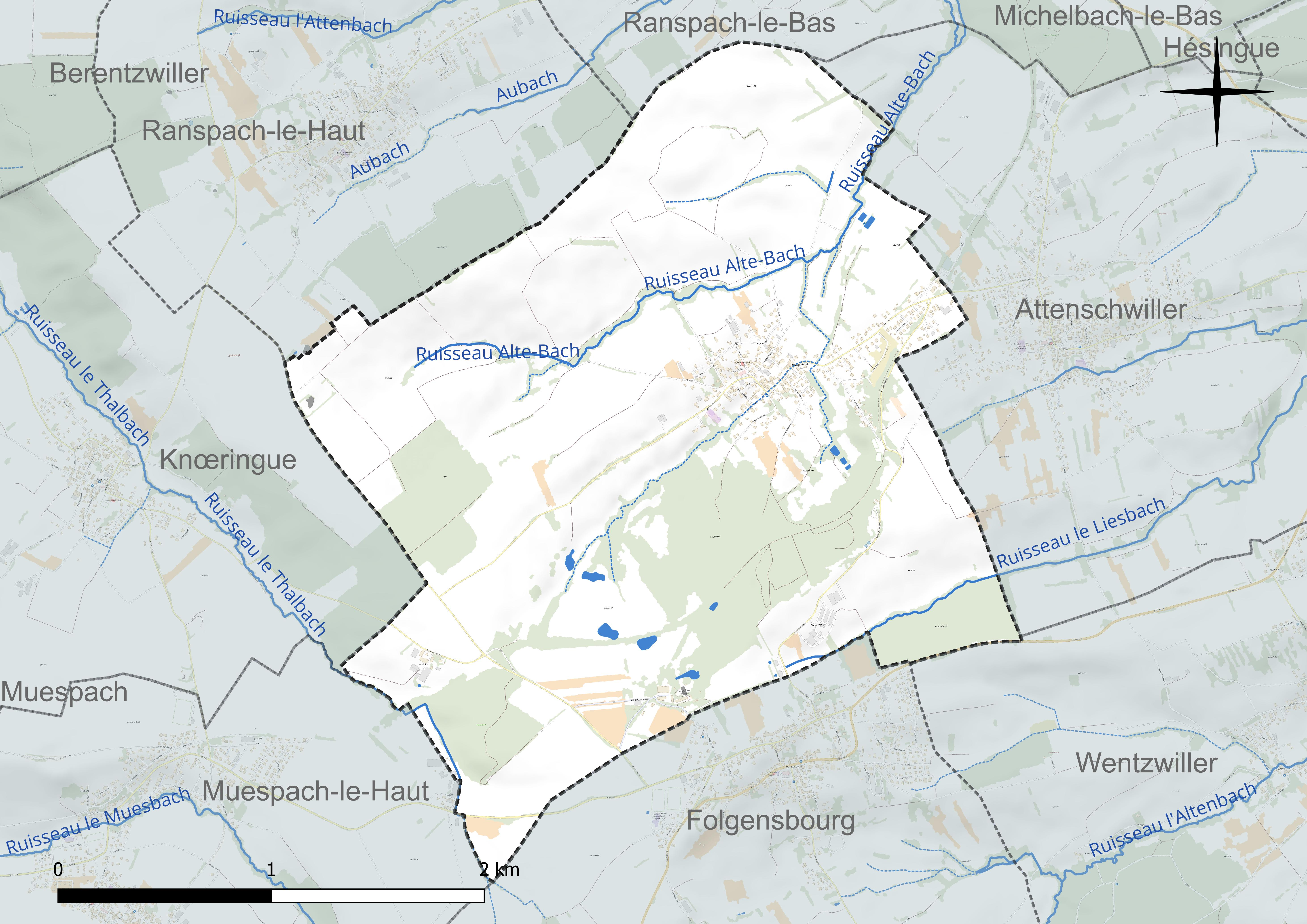
Réseau hydrographique de Michelbach-le-Haut.

#### Gestion et qualité des eaux
Le territoire communal est couvert par le schéma d'aménagement et de gestion des eaux (SAGE) « Ill Nappe Rhin ». Ce document de planification concerne la nappe phréatique rhénane, les cours d'eau de la plaine d'Alsace et du piémont oriental du Sundgau, les canaux situés entre l'Ill et le Rhin et les zones humides de la plaine d'Alsace. Le périmètre s’étend sur 3 596 km2. Il a été approuvé le 17 janvier 2005. La structure porteuse de l'élaboration et de la mise en œuvre est la région Grand Est. 
La qualité des cours d’eau peut être consultée sur un site dédié géré par les agences de l’eau et l’Agence française pour la biodiversité. 

### Climat
Pour des articles plus généraux, voir Climat du Grand Est et Climat du Haut-Rhin.
En 2010, le climat de la commune est de type climat des marges montargnardes, selon une étude du Centre national de la recherche scientifique s'appuyant sur une série de données couvrant la période 1971-2000. En 2020, Météo-France publie une typologie des climats de la France métropolitaine dans laquelle la commune est dans une zone de transition entre le climat semi-continental et le climat de montagne et est dans la région climatique  Alsace, caractérisée par une pluviométrie faible, particulièrement en automne et en hiver, un été chaud et bien ensoleillé, une humidité de l’air basse au printemps et en été, des vents faibles et des brouillards fréquents en automne (25 à 30 jours). 
Pour la période 1971-2000, la température annuelle moyenne est de 9,7 °C, avec une amplitude thermique annuelle de 17,4 °C. Le cumul annuel moyen de précipitations est de 826 mm, avec 9,4 jours de précipitations en janvier et 9,6 jours en juillet. Pour la période 1991-2020, la température moyenne annuelle observée sur la station météorologique de Météo-France la plus proche, « Bâle-Mulhouse », sur la commune de Saint-Louis à 9 km à vol d'oiseau, est de 11,1 °C et le cumul annuel moyen de précipitations est de 764,3 mm. 
La température maximale relevée sur cette station est de 39,1 °C, atteinte le 13 août 2003 ; la température minimale est de −23,5 °C, atteinte le 6 janvier 1985,,. 
Les paramètres climatiques de la commune ont été estimés pour le milieu du siècle (2041-2070) selon différents scénarios d'émission de gaz à effet de serre à partir des nouvelles projections climatiques de référence DRIAS-2020. Ils sont consultables sur un site dédié publié par Météo-France en novembre 2022.

## Urbanisme

### Typologie
Au 1er janvier 2024, Michelbach-le-Haut est catégorisée bourg rural, selon la nouvelle grille communale de densité à sept niveaux définie par l'Insee en 2022.
Elle est située hors unité urbaine. Par ailleurs la commune fait partie de l'aire d'attraction de Bâle - Saint-Louis (partie française), dont elle est une commune de la couronne,. Cette aire, qui regroupe 94 communes, est catégorisée dans les aires de 200 000 à moins de 700 000 habitants,.

### Occupation des sols
L'occupation des sols de la commune, telle qu'elle ressort de la base de données européenne d’occupation biophysique des sols Corine Land Cover (CLC), est marquée par l'importance des territoires agricoles (66,3 % en 2018), en diminution par rapport à 1990 (78,7 %). La répartition détaillée en 2018 est la suivante : 
terres arables (43 %), zones agricoles hétérogènes (17,7 %), forêts (17,3 %), mines, décharges et chantiers (11 %), prairies (5,6 %), zones urbanisées (5,4 %). L'évolution de l’occupation des sols de la commune et de ses infrastructures peut être observée sur les différentes représentations cartographiques du territoire : la carte de Cassini (XVIIIe siècle), la carte d'état-major (1820-1866) et les cartes ou photos aériennes de l'IGN pour la période actuelle (1950 à aujourd'hui).

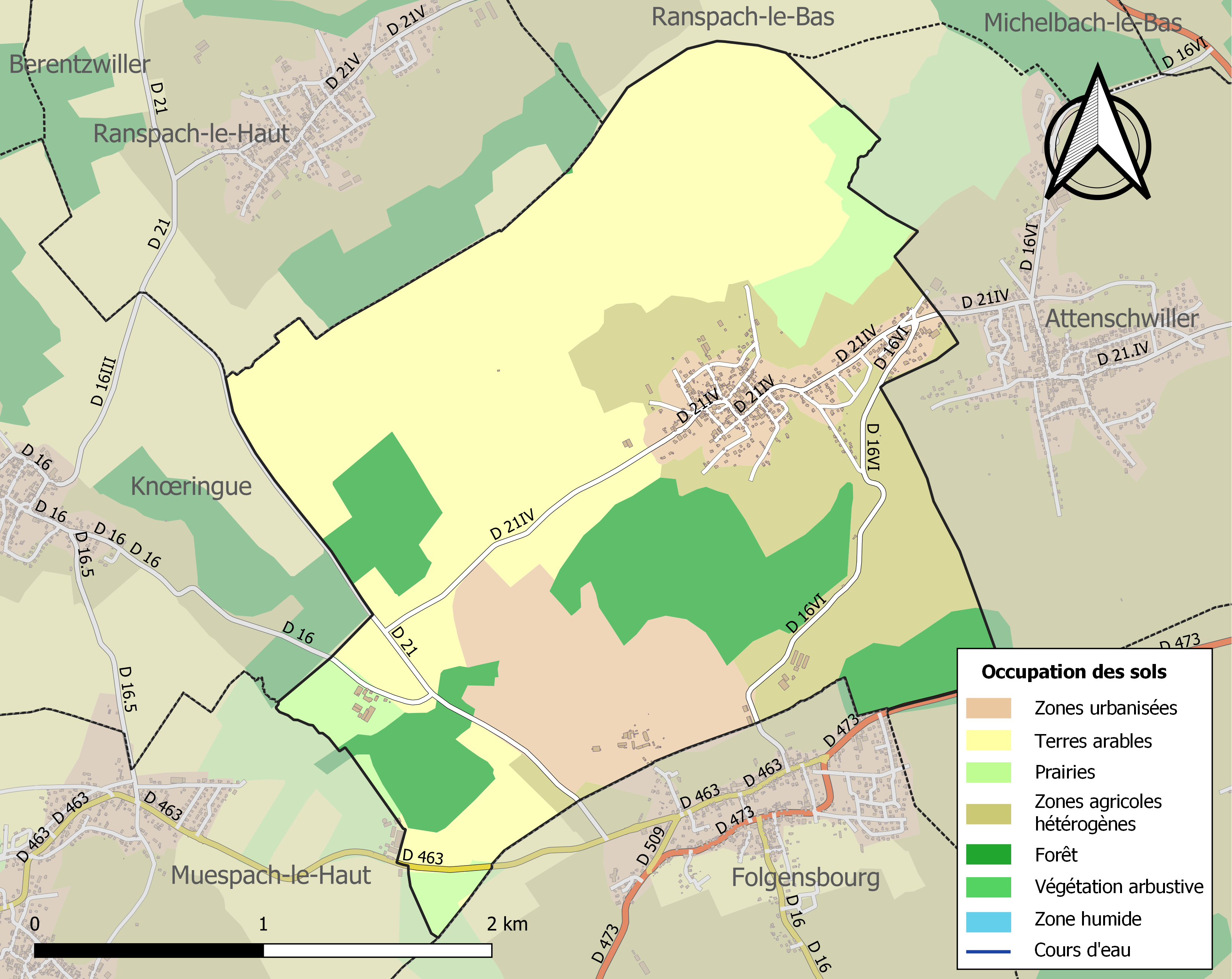
Carte des infrastructures et de l'occupation des sols de la commune en 2018 (CLC).

## Toponymie
- En allemand : Obermichelbach[18].
- Le village tire son nom de la rivière « Michelbach » (bach signifiant rivière en alsacien).

## Histoire
- Appelé Mychelenbach en 1090.

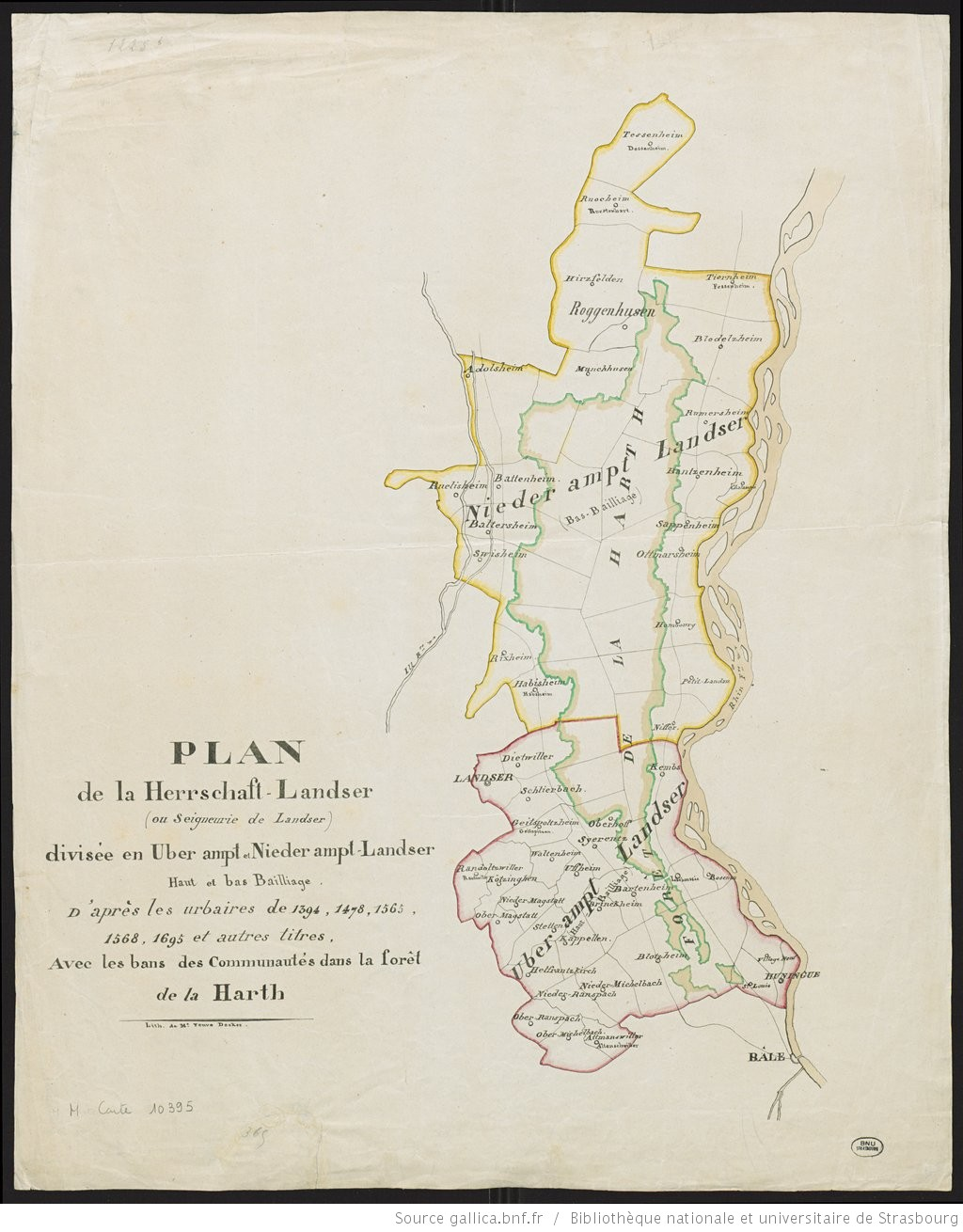
Carte de la seigneurie de Landser.

- Il est fait mention de Michelbach en 1144, lorsque le pape Lucius II prend sous sa protection le prieuré bénédictin d'homme dédié à la Vierge Marie qui y est situé.
- Prend le nom d'Obermichebach en 1278 pour se distinguer de Niedermichelbach.
- Le village accueillait un tribunal et un lieu de pèlerinage.
- Durant le Moyen Âge et l'Ancien Régime, le village faisait partie de la seigneurie de Landser, plus précisément du bailliage du Haut-Landser, jusqu'en 1798 (voir carte ci-après ; source : bibliothèque nationale et universitaire de Strasbourg).
- Il a appartenu aux Habsbourg de 1303 (au moins) à 1648.
- En 1980, sous l'impulsion du curé Fernand Nussbaumer (père spiritain, prêtre du village de 1966 jusqu'à son décès en 2008), a été créé la « fête du Pain ». Cette fête du village a lieu chaque année le deuxième dimanche de septembre. Nombre de commerçants et artisans viennent y proposer leurs produits. Le moment central de la journée est, à l'image de la tradition alsacienne, un cortège de vieux tracteurs et autres machines agricoles tirant des chariots sur lesquels des figurants animent des scènes de la vie campagnarde d'antan.

## Héraldique
| Blason de Michelbach-le-Haut | Les armes de Michelbach-le-Haut se blasonnent ainsi : « D'azur au couteau de tanneur posé en fasce surmonté de deux étoiles et soutenu d'un cœur, le tout d'or. » |

## Politique et administration
| Période                                  | Période                   | Identité                                          | Étiquette | Qualité |
| ---------------------------------------- | ------------------------- | ------------------------------------------------- | --------- | ------- |
| avant 1988                               | ?                         | Bernard Birger                                    |           |         |
| mars 1995                                | En cours (au 31 mai 2020) | André Wolgensinger Réélu pour le mandat 2020-2026 | SE        |         |
| Les données manquantes sont à compléter. |                           |                                                   |           |         |

## Démographie
L'évolution du nombre d'habitants est connue à travers les recensements de la population effectués dans la commune depuis 1793. Pour les communes de moins de 10 000 habitants, une enquête de recensement portant sur toute la population est réalisée tous les cinq ans, les populations de référence des années intermédiaires étant quant à elles estimées par interpolation ou extrapolation. Pour la commune, le premier recensement exhaustif entrant dans le cadre du nouveau dispositif a été réalisé en 2007.

En 2022, la commune comptait 621 habitants, en évolution de +1,97 % par rapport à 2016 (Haut-Rhin : +0,66 %, France hors Mayotte : +2,11 %).
| 1793 | 1800 | 1806 | 1821 | 1831 | 1836 | 1841 | 1846 | 1851 |
| ---- | ---- | ---- | ---- | ---- | ---- | ---- | ---- | ---- |
| 443  | 443  | 464  | 489  | 548  | 513  | 534  | 547  | 525  |

| 1856 | 1861 | 1866 | 1871 | 1875 | 1880 | 1885 | 1890 | 1895 |
| ---- | ---- | ---- | ---- | ---- | ---- | ---- | ---- | ---- |
| 474  | 497  | 489  | 440  | 439  | 431  | 433  | 410  | 397  |

| 1900 | 1905 | 1910 | 1921 | 1926 | 1931 | 1936 | 1946 | 1954 |
| ---- | ---- | ---- | ---- | ---- | ---- | ---- | ---- | ---- |
| 361  | 367  | 374  | 362  | 334  | 382  | 342  | 358  | 365  |

| 1962 | 1968 | 1975 | 1982 | 1990 | 1999 | 2006 | 2007 | 2012 |
| ---- | ---- | ---- | ---- | ---- | ---- | ---- | ---- | ---- |
| 366  | 344  | 341  | 398  | 471  | 479  | 474  | 474  | 587  |

| 2017 | 2022 | - | - | - | - | - | - | - |
| ---- | ---- | - | - | - | - | - | - | - |
| 597  | 621  | - | - | - | - | - | - | - |

## Lieux et monuments

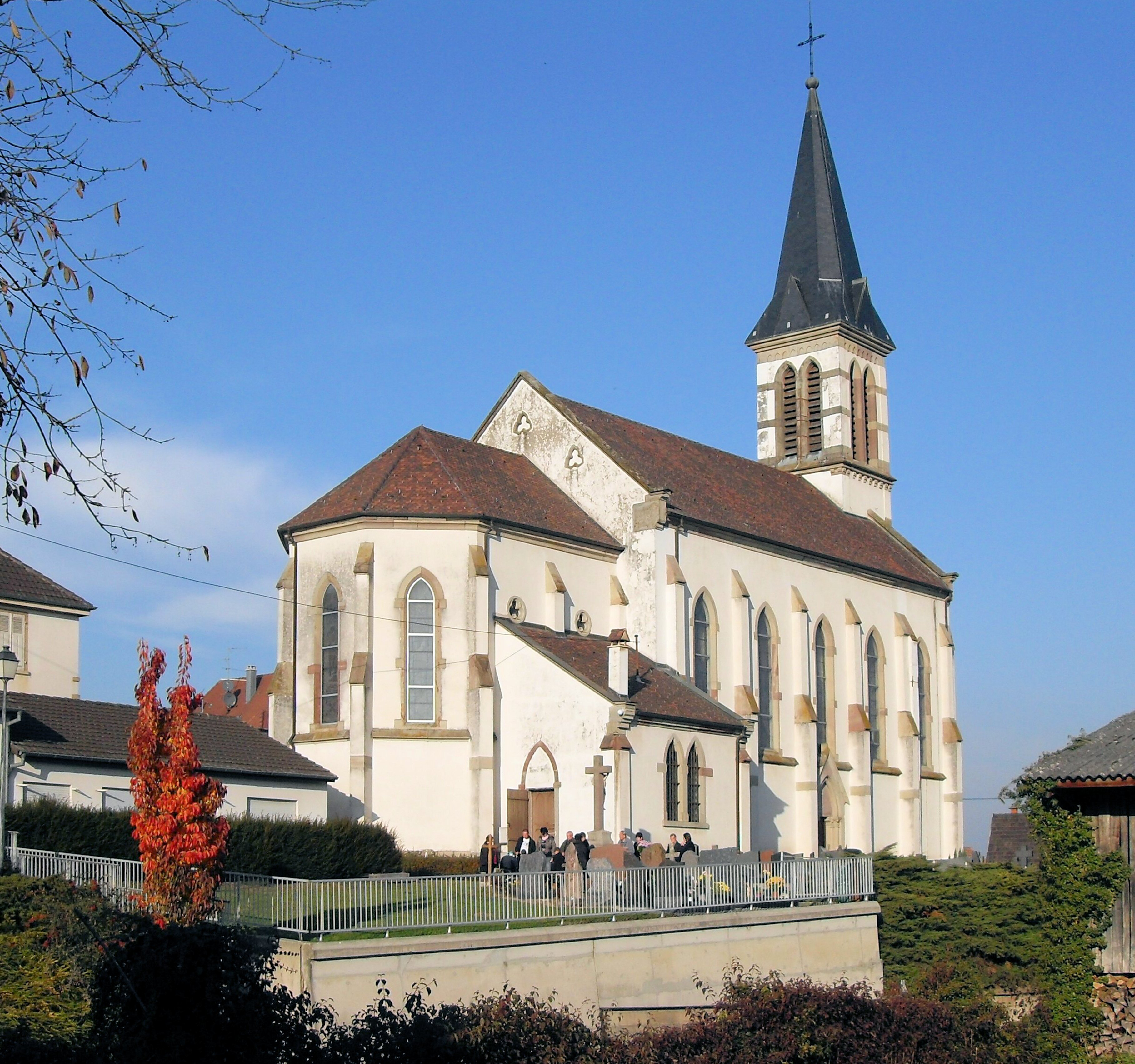
L'église Saint-Jacques-le-Majeur.

L'église Saint-Jacques-le-Majeur date de 1869. Elle a été construite en lieu et place de l'ancienne église qui elle datait du Moyen Âge.
Le prieuré Saint-Apollinaire : avant la Révolution française, le prieuré appartenait à l'abbaye cistercienne de Lucelle. Pendant la Révolution, il est devenu bien national. Puis le domaine a été vendu à divers particuliers. Actuellement, il appartient à la famille Laroche, et accueille depuis 2018 un parcours de golf.

## Personnalités liées à la commune
- Georges Emmanuel Beuret a vécu au Saint-Apollinaire.